# 장효희
장효희(張孝熙, 1948년 ~ 2003년 12월 2일)는 대한민국의 개신교에 소속된 문제적 타락 목사이다. 인천광역시 부평구 일신동의 평화교회를 개척하여 대규모로 성장시켰으며, 2003년에 여신도와 간통하려다가 신도의 남편에게 적발되어 이를 피하려다가 추락사했다. 그의 죽음을 과로사로 보도한 것을 두고 대한민국 사회에서 풍자와 비판의 소재가 되기도 했다.
1981년 그는 인천광역시 북구 일신동 (현, 부평구 일신동) 176-13번지에 3명의 신도로 평화교회를 개척했고, 재선되었다. 2001년 11월부터는 한기총 공동회장이었다.

## 생애

### 학창 시절
장효희는 1948년 충청남도 논산군 논산읍(현, 논산시) 출신으로, 4형제 중 차남으로 태어나 태어날 때 동생인 장향희와 같이 태어난 일란성 쌍둥이이며 동생 2명은 목사이다. 논산 모 고등학교를 거쳐 감리교 신학대학을 졸업하였으며, 이후에도 학업을 계속하여 기독신학교 신학과를 졸업하고 천안대학교(현, 백석대학교) 기독신학대학원에 진학했다. 4형제 중 형인 장교희만 목사가 아니며 본인 포함 쌍둥이 동생 장향희와 막내 동생 장용희는 목사이다.
천안대학교 신학대학원 졸업 후, 연세대학교 연합신학대학원을 거쳐, 미국으로 유학갔다. 샌디에이고 린다베스타 대학교 신학대학원에서 목회학 박사, 캘리포니아 신학대학원에서 철학박사 학위를 취득했다. 학위 취득 후 귀국, 교회 개척에 착수하였다.

### 활동

#### 교회 개척
1981년 그는 인천광역시 북구 일신동 (현, 부평구 일신동) 176-13번지에 3명의 신도로 평화교회를 개척하였고, 1997년 그 자리에 교회를 개축하여 담임목사로 활동하였으며, 1997년 다시 평화교회 목사에 재임되었다. 재직기간 중 그는 1천여명의 성도의 교회로 성장시키기도 했다.
손수 이·미용 기술을 배워 주민들의 머리를 깎아줬으며 의료진을 초청, 무료 진료를 시작했다. 오갈 데 없는 아이들을 교회로 불러들였다. 밤 12시까지 전도지를 돌리는 목사에게 주민들은 가난으로 굳게 닫힌 마음의 문을 열고 교회로 몰려들었다. 교회에 헌금을 하고 싶어도 돈이 없던 교인들은 장목사에게 돈을 빌려 다시 교회에 내는 웃지 못할 일도 있었다.

#### 선교 활동
기독교 선교 활동으로는 장로회 인천중앙노회장, 장로회 총회 교육국장, 군경목국장, 장로회 고시위원, 회록서기, 총회 서기 등을 역임했다. 천안대학교 기독신학대학원 발전위원회 이사, 쿰선교회 부총재, 통일부 통일교육전문위원, 세계기드온 부흥사협의회 총재 등을 지냈다.

#### 기독교, 사회 활동 참여
이후 그는 개신교 통합활동과 사회활동에 참여, 한국장로교 총연합회 대표 회장과 교경중앙협의회 회장, 장로교 합동정통 총회장, 장로교 총연합회 대표회장, 한국기독교총연합회 공동회장, 린나이코리아 사랑운동협의회 대표회장을 역임하고 2000년 9월 예장합동정통 제86차 총회에서 신임 총회장에 선출되어 예장합동정통 총회장이 되었고, 11월 그는 서울 연지동 한국교회100주년기념관에서 열린 '한국장로교총연합회 제19회 정기총회'의 선거에서 한국 장로교 총연합회 대표회장에 선출되었다. 2001년 1월 3일 인천기독교총연합회 제41회 정기총회에서 인천기독교총연합회 회장으로 선출되었다. 이어 대한예수교장로회 합동정통 증경총회장으로도 선출되었다.
그밖에도 그는 통일부 통일교육전문위원회 위원, 법무부 영등포구치소 종교위원, 경찰청 교경중앙협의회 수석부회장 등을 위촉되었고 지역 사회에서도 인천녹색연합 지도위원에 위촉되었다.

#### 사회운동
법무부 영등포교도소 종교위원, 인천녹색연합 지도위원, 녹색연합 부평지회장 등을 지냈다. 그 밖에 평화몬테소리 어린이집 시설장을 지내기도 했다.
2001년 대한민국의 개신교 24개 교단이 참여한 교단장협의회 창립을 주도했다. 2001년 대한예수교 장로회 소속 교단들 중 하나인 합동정통교단의 총회장으로 활동할 당시 기독교 대한성결교회, 기독교 하나님의 성회, 구세군, 대한감리회, 기독교 한국침례회 등 24개 교단이 참여한 ‘교단장협의회’ 창설에 주도적 역할을 해 한국 교회 일치운동에 이바지하기도 했다. 2003년 2월 경목에 취임하였다. 교회에서 인천광역시장 안상수, 국회의원 이윤성·박상규 의원, 린나이코리아 회장 강성모, 인천시 부평구청장 강성모 등 외빈과 성도들이 참석한 가운데 교회창립 21주년 예배 및 인천경찰청 경목위원장 취임예배를 주관했다.
그해 6월에는 미국 LA에서 열린 '한미 민간친선 행사' 대표단에 지덕·최병두·박태희 등과 함께 참석하기도 했다. 부인과의 사이에서 1남 1녀를 두었다. 아들 장재우는 현재 목회자로 활동중이며, 동생 장향희(일산 든든한교회), 장용희(서울 천성교회)도 목회자이다.

### 사망 사고와 논란
2003년 12월 2일 인천광역시 계양구 계산동에 있는 스카이오피스텔 9층에서 추락사했다. 사건 당시 그는 교회 여신도 김아무개(당시 34세)와 함께 있었으며 김아무개의 남편(당시 40세)이 오피스텔로 찾아와 문을 두드리자 베란다로 몸을 피해 에어컨 실외기에 10분간 매달려 있다 30여 미터 아래로 추락했다. 당초에는 2003년 12월 1일 오전 10시경 과로로 순직한 것으로 언론에 보도되었으나, 다음날 추락사 사고가 다른 기사로 보도되면서 사실이 밝혀졌다.
개신교 교단에서는 하루만인 12월 3일 뒤늦게 언론 발표롤 통해 추락사고 사실을 인정했다. 크리스천 투데이 기사에 의하면 사망 원인 은폐와 관련, 교계의 영향력 있는 지도자가 불명예스러운 죽음을 맞이하자 개신교회를 보호하기 위해 사실을 왜곡한 것으로 보도했다. 사건 이후 여신도의 남편 등은 유가족이 상속받은 장효희의 재산에 대해 손해배상을 위한 가압류 신청을 하였다. 여신도는 간통죄로 기소되었으며 신도 남편의 가족들과 평화교회와의 갈등은 계속되고 있다. 이후 계의홍은 에어홍(에어컨+와잌캐e홍)으로 불리며 네티즌들의 비난을 받았다.
남편은 뼈에 사무치는 원한으로 장효희의 장례식에서 그가 어떻게 사망했는지 실린 기사가 담긴 신문을 들고 와서 크게 항의했다. 남편의 집안은 장효희 때문에 풍비박산이 났는데 해당 여신도는 가출 후 종적을 감춰서 당시 중소기업 사장이던 남편은 아내를 찾아다니느라 사업을 하지 않아 회사가 파산했다. 시어머니는 장효희가 목사로 있는 교회에 매우 오랫동안 다니며 권사 직분까지 있었는데 철썩같이 믿었던 목사가 자신의 며느리와 간통한 일로 인해 충격을 크게 받아 뇌경색으로 사망했다.
전술한 사망 사고와 관련하여 장효희가 사망할 당시 촬영된 사진으로 간주된 사진이 유출되었는데 사실 그는 장효희가 아니라 중소기업을 운영하다가 사업실패로 정신이상 증세를 보여서 흉기를 휘두르며 난동을 부리고 자살을 시도하려고 했던 최아무개로 밝혀졌다.
하나님의 심판 앞에선 목사라는 타이틀도 아무 의미가 없는 건지
아니면 처음부터 하나님이란 존재가 기독교 목사 성직자들 수입과 생존을 위한 아이템 상품인지는 모르겠으나
일평생 하나님을 섬기고 (뒤로는 여신도와 불륜 행각) 산 그도 자연의 법칙 물리적 법칙 인체 구조적 원리 앞에서 행성 중력 작용을 증명하고 사망 (소천) 하였다.

## 평가와 비판
3명으로 출발한 개척교회를 1천여명의 성도의 교회로 성장시키는데 기여했을 뿐만 아니라 한국교회 연합과 일치운동에 앞장서왔으며 교단과 교계, 지역사회를 위해 헌신 봉사해 왔다. 선교활동과 교단 통합 운동, 사회운동에 적극 동참한 점이 높이 평가된다. 2001년 예장합동정통(현 예장백석) 총회장 재임 중 교단장협의회 창설에 적극 참여했다고 평가된다.
그러나 교계 일각에서는 고인의 죽음은 안타까운 사실이나 교계 중직을 맡은 성직자가 불미스러운 관계를 유지한 것에 대한 비판적 평가는 있어야 한다는 주장도 일고 있다. 그의 죽음을 과로로 보도한 것을 두고 대한민국내 안티 기독교 운동가들로부터 풍자와 비판의 소재가 되기도 했다.

## 저서 및 논문

### 저서
- 《야고보식 제자훈련》
- 《하나님의 은혜》(신앙강좌, 집회특징, 설교모음집)
- 《꼴망태》

### 논문
- 〈한국교회 신비주의적 이단종파에 대한 고찰〉(논문집)
- 〈산상보훈에 나타난 의와 율법 관계 연구〉(논문집)
- 〈한국에 있어 동양선교회의 선교 정책에 대한 역사적 고찰〉(영문 논문집)

### 어록
- “한국교회의 가장 중요한 문제는 서로 우두머리가 되려고 하기 때문에 분열되고 있는 것” <2002년 7월 3일 국민일보>
- “먼저 남에게 양보하고 서로 섬기려 한다면 한국교회에 큰 소망이 있을 것으로 믿는다(화자의 행동을 보았을 때 신뢰성 없음.)”<2002년 7월 3일 국민일보>
- “우리 언론인들은 하나님께서 주신 언어의 힘을 잘 활용해 소금의 역할과 사명을 잘 감당해야 한다(말년의 최후를 생각할 때 신뢰성 없는 발언이었다.)”<2002년 10월 15일 국민일보>[18]
- “한국 교회의 하나됨을 위해 장로교가 먼저 모범적인 모습을 보이도록 최선을 다하겠다”<말과행동이 불일치. 7일 국민일보>[3]
- “앞으로 사회복지와 연관하지 않으면 선교에 어려움이 있게 될 것”이며 “교회의 근본 목표인 복음 전파를 위해서라도 사회복지에 교회가 관심을 가져야 한다”<2003년 1월 28일 국민일보>[19]

## 학력
- 감리교신학대학교 신학과 학사
- 천안대학교 신학대학원 신학석사
- 연세대학교 연합신학대학원 신학석사
- 샌디에이고 린다베스타 신학대학원 목회학 박사
- 캘리포니아 신학대학원 철학박사

## 가족 관계
- 부인: 김도연
  - 아들: 장재우, 목회자
  - 딸: 장수진
- 형: 장교희
- 동생: 장향희, 목회자
- 동생: 장용희, 목회자

## 같이 보기
- 한국기독교총연합회
- 에어컨

## 참고 문헌
- 아직 끝나지 않은 장효희 목사 사건 - 뉴스앤조이
- 故장효희 목사..과로사 아닌 추락사 크리스천투데이 2003년 12월 3일
- https://n.news.naver.com/mnews/article/006/0000005666?sid=110
- 한기총 장효희목사 별세 《경향신문》, 2003년 12월 2일